# Stazione di Brema Centrale
La stazione di Brema Centrale (in tedesco Bremen Hbf – abbreviazione di Bremen Hauptbahnhof, letteralmente "Brema stazione principale") è la principale stazione ferroviaria della città tedesca di Brema.
Ha vinto il premio Bahnhof des Jahres nel 2012.